# Piotr Proskurin
Piotr Łukicz Proskurin, ros. Пётр Лукич Проскурин (ur. 22 stycznia 1928 we wsi Kosicy w obwodzie briańskim, zm. 26 października 2001 w Moskwie) – rosyjski pisarz.

## Życiorys
Pochodził z rodziny chłopskiej, jego ojciec uczestniczył w akcji kolektywizacji wsi. Zanim został pisarzem imał się różnych zajęć: był kierowcą, drwalem, pracował też przy spławianiu drewna na Kamczatce. W 1958 zadebiutował jako autor krótkich opowiadań. W 1964 ukończył kurs dla literatów organizowany przez Instytut Literacki im. Maksyma Gorkiego. Od 1971 był członkiem KPZR.
Głównym motywem jego twórczości była życie wsi rosyjskiej i tematyka okupacyjna. W powieściach Głębokie rany i Rezultat nawiązywał do walk partyzanckich okresu II wojny światowej. Powieść Gorzkie zioła przedstawia życie społeczności wiejskiej w pierwszych latach powojennych i problemy działalności partyjnej na tym terenie.
Powieść Los, wydana w 1972 została uhonorowana Nagrodą Państwową ZSRR. W 1988 pisarz otrzymał tytuł Bohatera Pracy Socjalistycznej.
Był żonaty (Liliana), miał dwoje dzieci (Aleksiej, Jekatierina). Pochowany w Briańsku.

## Twórczość
- 1960: Глубокие раны (Głębokie rany)
- 1961: Цена хлеба (Cena chleba)
- 1964: Горькие травы (Gorzkie zioła)
- 1965: Любовь человеческая (Ludzka miłość)
- 1966: Исход (Rezultat)
- 1972: Судьба (Los)